# Nuijamaa (ort i Finland)
Nuijamaa är en ort i Finland.   Den ligger i den ekonomiska regionen  Villmanstrands ekonomiska region  och landskapet Södra Karelen, i den södra delen av landet, 210 km öster om huvudstaden Helsingfors. Nuijamaa ligger 40 meter över havet och antalet invånare är 1 199.
Terrängen runt Nuijamaa är platt. Runt Nuijamaa är det glesbefolkat, med 15 invånare per kvadratkilometer. Närmaste större samhälle är Joutseno, 17,7 km norr om Nuijamaa. I omgivningarna runt Nuijamaa växer i huvudsak blandskog.